# Coffee Stain Studios
Coffee Stain Studios AB es una empresa desarrolladora de videojuegos de origen sueco con sede en la localidad de Skövde. Fundada en el 2010 por nueve estudiantes de la Universidad de Skövde, la empresa es más que todo conocida por el videojuego Goat Simulator , que se lanzó en abril de 2014, y Satisfactory, lanzado como juego de acceso anticipado en 2019. Su holding matriz también opera Coffee Stain Publishing, una empresa distribuidora de videojuegos, y los desarrolladores de propiedad mayoritaria en Coffee Stain North, anteriormente Gone North Games. En noviembre de 2018, el grupo Coffee Stain fue adquirido por THQ Nordic AB (más tarde conocido como Embracer Group).

## Historia

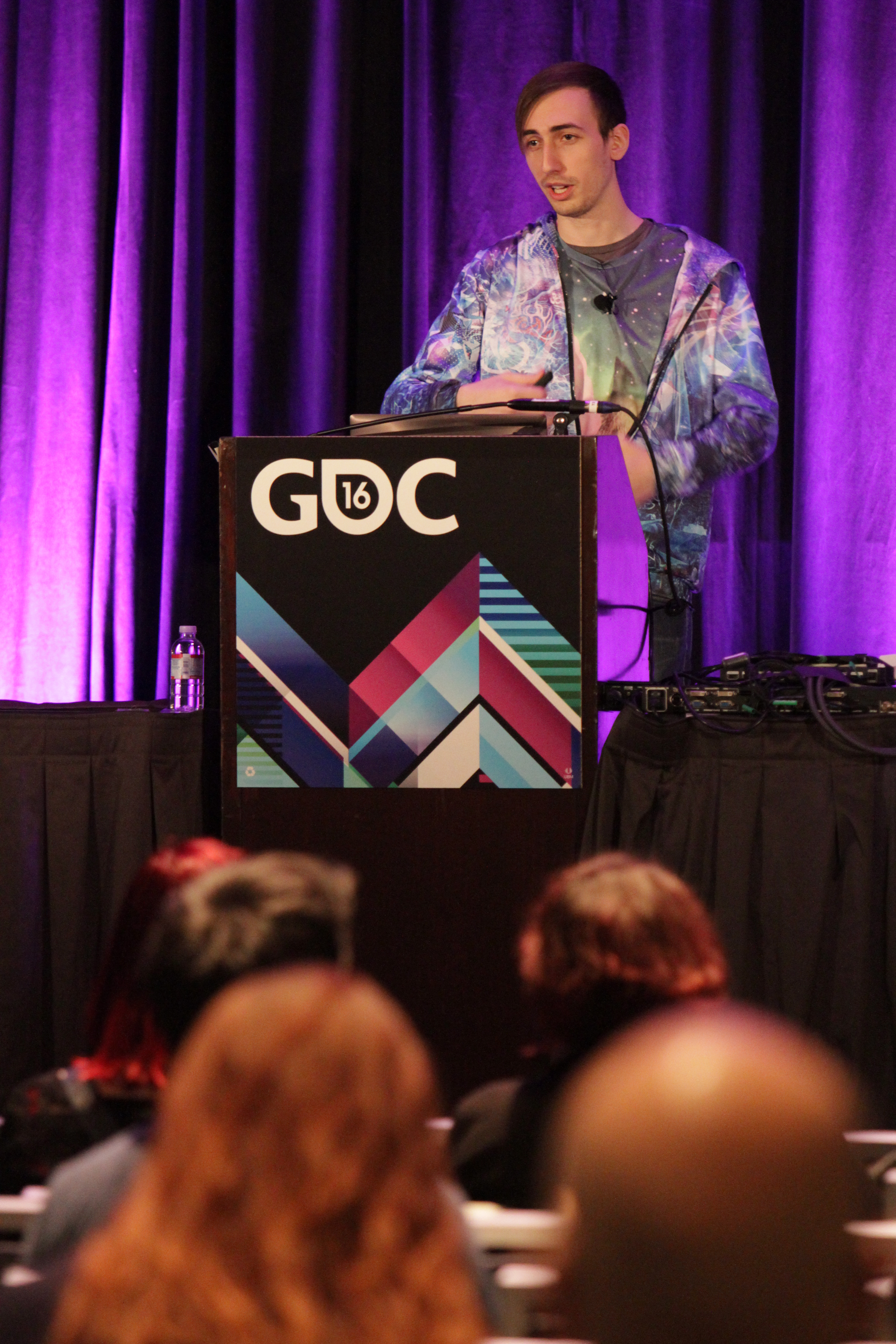
Diseñador de juegos y gerente de relaciones públicas, Coffee Stain Studios.

Coffee Stain Studios fue fundado en 2010 en Skövde, Suecia, por un grupo de nueve estudiantes de la Universidad de Skövde: Anton Westbergh, Johannes Aspeby, Mikael Mård, Oscar Jilsén, Gustaf Tivander, Daniel Lundwall, Markus Rännare, Joakim Sjöö y Stefan Hanna.  Su primer juego, I Love Strawberries, fue lanzado a finales de ese año para iOS por Atari. 
En 2010, Coffee Stain participó en "Make Something Unreal", una competencia de modding para Unreal Tournament 3 realizada por Epic Games e Intel, con su mod, Sanctum.  El mod fue bien recibido, lo que llevó a Coffee Stain a adoptar el kit de desarrollo Unreal para convertir Sanctum en un juego independiente.  En marzo del 2011, la compañía logró un acuerdo de licencia por cinco años con Epic para utilizar su tecnología Unreal Engine 3.  Sanctum como juego independiente se lanzó en abril de 2011, y fue seguido por su secuela, Sanctum 2, en mayo de 2013.  En febrero de 2014, Coffee Stain compró los derechos del videojuego I Love Strawberries de Atari y relanzó el juego para iOS con algunas mejoras. 
Coffee Stain obtuvo un reconocimiento significativo con el lanzamiento de Goat Simulator en abril de 2014.  Si bien el título recibió críticas mixtas, ya que se lanzó con errores intencionales para aprovechar su física de muñeco de trapo, obtuvo un gran éxito a través de los videos de reacción en plataformas por diferido y las transmisiones en vivo. En agosto de 2014, Goat Simulator había superado todas las ventas de los juegos anteriores del estudio combinados  y había generado más de US$12 million en ingresos hasta marzo de 2016. 
El 23 de febrero de 2017, Coffee Stain anunció Coffee Stain Publishing, una subsidiaria que actuaría como distribuidora de videojuegos dentro del grupo Coffee Stain.  El primer título lanzado a través de Coffee Stain Publishing fue Huntdown del equipo de desarrollo sueco Easy Trigger Games.  Al día siguiente, Coffee Stain adquirió una participación minoritaria en el desarrollador danés Ghost Ship Games, convirtiéndose en el editor de su próximo juego, Deep Rock Galactic .  En abril de 2017, Coffee Stain también invirtió en el recién fundado estudio Lavapotion, con sede en Gotemburgo, obteniendo una participación minoritaria en la compañía.  En julio de 2017, Daniel Kaplan, el primer empleado del desarrollador sueco Mojang, dejó Mojang para unirse a Coffee Stain Publishing. 
El 30 de enero de 2018, Coffee Stain anunció Leveling the Playing Field, una iniciativa de financiación dirigida para pequeñas empresas que empleen al menos tantas mujeres como hombres en su nómina y que requieran como máximo 1 millón de coronas suecas  (alrededor de US$127,000 ) en financiación.  A través de esta iniciativa, Coffee Stain invirtió en el desarrollador danés Other Tales Interactive (un equipo de dos mujeres) a cambio de una participación minoritaria.   En noviembre de 2019 se invirtió en un segundo estudio, Kavalri, con sede en Estocolmo, en el marco de este mismo programa  Al día siguiente, Coffee Stain adquirió una participación mayoritaria en Gone North Games, un desarrollador sueco que había desarrollado A Story About My Uncle, publicado por Coffee Stain, y contenido descargable para Goat Simulator .  Con la adquisición, Gone North Games pasó a llamarse Coffee Stain North. 
El 14 de noviembre de 2018, el grupo de empresas Coffee Stain y su propiedad intelectual fueron adquiridos por el holding sueco THQ Nordic AB (más tarde conocido como Embracer Group ) por 317 millones de coronas (unos US$34,9 million ), con el potencial de pagos adicionales si alcanzan ciertos hitos.  Coffee Stain continúa operando de forma independiente dentro de Embracer Group, y el cofundador de Coffee Stain, Westbergh, sigue siendo el director ejecutivo .  En ese momento, el grupo Coffee Stain tenía 45 empleados, de los cuales Coffee Stain Studios empleaba a 24. Este número aumentó a 25 en agosto de 2019. 
Coffee Stain amplió Leveling the Playing Field en septiembre de 2020 para cubrir equipos que incluyen personas racial y étnicamente diversas, mujeres y personas no binarias . Happy Broccoli Games se convirtió en la tercera inversión de esta iniciativa.  El 18 de noviembre de 2020, Embracer anunció que compraría la participación del 40% en Coffee Stain North a sus fundadores y la convertiría en una subsidiaria de propiedad total de Coffee Stain. 
En agosto de 2021, Embracer Group adquirió Ghost Ship Games y Easy Trigger, y ambos quedaron bajo el paraguas de Coffee Stain Holding.  En marzo de 2022, Coffee Stain anunció que se había asociado con Rare Earth Games, un desarrollador austriaco propiedad de la empresa hermana de Coffee Stain, Amplifier Game Invest, para publicar una nueva IP de acción cooperativa. 
En el mes de agosto del año 2022, como parte de una extensa transacción de bienes raíces, se ratificó que Embracer había comprado un estudio de desarrollo denominado como "secreto" por una suma de 100 millones de dólares, integrándose posteriormente a Coffee Stain. En diciembre, varios medios de comunicación revelaron que la compra era del desarrollador de juegos Roblox Shortcake AB y su juego "Welcome to Bloxburg " por 100 millones de dólares, y renombrado como Coffee Stain Gothenburg.  El creador del juego, Coeptus, confirmó oficialmente la nueva asociación en enero de 2023.

## Subsidiarias

### Coffee Stain Holding
- Box Dragon en Gotemburgo, Suecia, fundada en 2020, participación mayoritaria adquirida en agosto de 2021. (mayoría)
- Coffee Stain Malmö en Malmö, Suecia, fundada en febrero de 2022.
- Coffee Stain Gothenburg en Gotemburgo, Suecia, fundada como Shortcake AB, adquirida en agosto de 2022.
- Coffee Stain North en Estocolmo, Suecia, fundada como Gone North Games en 2013, participación mayoritaria del 60% adquirida en enero de 2018, compra total en noviembre de 2020.
- Coffee Stain Publishing, fundada en febrero de 2017.
- Coffee Stain Studios en Skövde, Suecia, fundado en 2010
- Easy Trigger en Trollhättan, Suecia, fundada en 2016, adquirida en agosto de 2021.
- Iron Gate Studios en Skövde, Suecia, fundado en abril de 2019, participación minoritaria del 30% adquirida en febrero de 2021.
- Lavapotion en Gotemburgo, Suecia, fundada en 2017, con una participación mayoritaria del 60% adquirida en abril de 2017.
- Other Tales Interactive en Copenhague, Dinamarca, fundada en noviembre de 2016, participación minoritaria del 20% adquirida en enero de 2018.

#### Ghost Ship Holding
Ghost Ship Holding, el holding del desarrollador Ghost Ship Games, fue adquirido por Embracer Group en agosto de 2021 y colocado bajo Coffee Stain Holding. Opera como subsidiaria separada. 
- Ghost Ship Games en Copenhague, Dinamarca, fundado en la primavera de 2016.
- Ghost Ship Publishing, fundada en febrero de 2023.
- Game Swing en Copenhague, Dinamarca, fundada en 2013, participación minoritaria adquirida en mayo de 2022.
- Half Past Yellow en Copenhague, Dinamarca, fundada en 2017, participación minoritaria adquirida en mayo de 2022.
- Ugly Duckling Games en Aarhus, Dinamarca, fundado en 2019, participación minoritaria adquirida en mayo de 2022.

## Juegos desarrollados
| Año  | Título                         | Plataforma(s) | Editor(es)                             |
| ---- | ------------------------------ | --- | -------------------------------------- |
| 2010 | I Love Strawberries            | iOS | Atari                                  |
| 2011 | Sanctum                        | macOS, Microsoft Windows                                                                                         | Coffee Stain Studios                   |
| 2013 | Super Sanctum TD               | iOS, macOS, Microsoft Windows                                                                                    | Coffee Stain Studios                   |
| 2013 | Sanctum 2                      | Linux, macOS, Microsoft Windows, PlayStation 3, Xbox 360                                                         | Coffee Stain Studios Reverb Publishing |
| 2014 | Goat Simulator                 | Android, iOS, Linux, macOS, Microsoft Windows, Nintendo Switch, PlayStation 3, PlayStation 4, Xbox 360, Xbox One | Coffee Stain Studios Double Eleven     |
| 2019 | Satisfactory (acceso temprano) | Microsoft Windows                                                                                                | Coffee Stain Publishing                |
| 2024 | Satisfactory (versión final)   | Microsoft Windows                                                                                                | Coffee Stain Publishing                |

## Juegos publicados
| Año  | Título                                  | Plataforma(s)                                                                           | Desarrolladores                                   |
| ---- | --------------------------------------- | --------------------------------------------------------------------------------------- | ------------------------------------------------- |
| 2014 | A Story About My Uncle                  | Linux, macOS, Microsoft Windows                                                         | Gone North Games                                  |
| 2016 | The Westport Independent                | Android, iOS, Linux, macOS, Microsoft Windows                                           | Double Zero One Zero                              |
| 2018 | Puppet Fever                            | Microsoft Windows                                                                       | Coastalbyte Games                                 |
| 2019 | Tick Tock: A Tale for Two               | Android, iOS, macOS, Microsoft Windows, Nintendo Switch                                 | Otros cuentos interactivos                        |
| 2020 | Deep Rock Galactic                      | Microsoft Windows, Xbox One, PlayStation 4, PlayStation 5                               | Ghost Ship Games                                  |
| 2020 | Huntdown                                | Linux, macOS, Microsoft Windows, Nintendo Switch, PlayStation 4, Xbox One, Android, iOS | Easy Trigger                                      |
| 2021 | Valheim                                 | Linux, Microsoft Windows                                                                | Iron Gate                                         |
| 2022 | Midnight Ghost Hunt (acceso anticipado) | Linux, macOS, Microsoft Windows                                                         | Vaulted Sky Games                                 |
| 2022 | Songs of Conquest (acceso anticipado)   | macOS, Microsoft Windows                                                                | Lavapotion                                        |
| 2022 | Goat Simulator 3                        | Microsoft Windows, PlayStation 5, Xbox Series X/S                                       | Coffee Stain North                                |
| 2024 | Goat Simulator Remastered               | Microsoft Windows, PlayStation 5, Xbox Series X/S                                       | Coffee Stain Studios, Coffee Stain North, Fishlab |
| P.A. | As We Descend                           | Microsoft Windows                                                                       | Box Dragon                                        |

## Juegos adquiridos
| Año  | Título                       | Adquirido | Plataforma(s)                                       | Desarrolladores         |
| ---- | ---------------------------- | --------- | --------------------------------------------------- | ----------------------- |
| 2014 | Welcome to Bloxburg (Roblox) | 2022      | Microsoft Windows, macOS, iOS, Android (en Roblox ) | Coffee Stain Gothenburg |